# إم جي إم غراند لاس فيغاس
إم جي إم غراند لاس فيغاس هو كازينو فندق في لاس فيغاس في بارادائز، نيفادا وإم جي إم غراند هو ثالث أكبر فندق في العالم من حيث عدد الغرف وأكبر مجمع منتجع فندقي في الولايات المتحدة قبل أن وينيتيان، وعندما افتتح في عام 1993 كان إم جي إم غراند أكبر فندق في العالم.
تملكه وشغله ام جي ام ريزورست انترنيشونل والمبنى الرئيسي في الطابق 30، يبلغ ارتفاعه 293 قدم (89 م)  ويشمل خمسة مسابح في الهواء الطلق والأنهار والشلالات التي تغطي 6.6 فدان (2.7 هكتار)، و380,000 قدم مربع (35,000 مربع ميتري) مركز المؤتمرات وإم جي إم غراند غاردن ارينا وغراند سبا وكما يضم العديد من المحلات التجارية والنوادي الليلية والمطاعم وأكبر كازينو في مقاطعة كلارك التي تحتل 171,500 قدم مربع (15,930 مربع ميتري).

## فندق مارينا
فتحت مارينا فندق وكازينو ويقع في 3805 شارع لاس فيغاس في عام 1975 كفندق 714 غرفة وكازينو في عام 1989 وقد اشترى كيرك كيركوريان فندق مارينا وتروبيكانا كونتري كلوب للحصول على الموقع الذي سيصبح منزل إم جي إم غراند وخلال ذلك الوقت كان معروفا مارينا باسم ام جي ام مارينا حوتل.
وقد إغلاق مارينا في 30 نوفمبر 1990 وكان حجر الأساس للمجمع الجديد فندق كازينو في 7 أكتوبر 1991 ولا يزال مارينا مبنى الفندق كما هو معمول به في الطرف الغربي من المبنى الرئيسي للفندق.

## التاريخ
عندما فتحت أحدث إم جي إم غراند في 18 ديسمبر 1993 كانت مملوكة من قبل شركة إم جي إم غراند في ذلك الوقت كان لديها معالج واسعة من عوز موضوع وبما في ذلك الأخضر «مدينة الزمرد» لون المبنى واستخدام الزخرفية للساحر تذكارات أوقية وبعد دخول المدخل الرئيسي للكازينو فإن المرء يجد نفسه في كازينو عوز التي تواجه مدينة الزمرد ودوروثي وتين مان وكاوردلي لاين أمام المدينة. الزمرد مدينة جذب ظهرت متقنة الأصفر الطريق الطوب المشي من خلال مع استكمال حقول الذرة وبستان التفاح والغابات مسكون فضلا عن شخصيات سمعية ومتحرك من دوروثي وسكاريكرو وتين مان وكاوردلي لاين وويكد ويش من الغرب فإنه ينتهي عند باب المدينة مما أدى داخل لأداء «دي ويزاردز سيكريتز». وعندما بدأت إم جي إم غراند تجديد واسع النطاق في عام 1996 وكان كازينو عوز أول من يذهب وكانت مدينة الزمرد هدمت تماما وانتقلت على مدينة الزمرد تذكارات إلى قسم التسوق الجديد من الكازينو المخزن لا يزال مفتوحا حتى أوائل عام 2003.

## الجاذبية
ظهرت إم جي إم غراند أسد الموائل من جانب الزجاج داخل منطقة الكازينو وحيث تم عرض ما يصل إلى ستة أسود يوميا منذ ركض عام 1999 وانظر من خلال نفق من خلال الموائل عن قرب عرض حيث الأسود شأنه في كثير من الأحيان صالة على رأس الزجاج مما يسمح للزوار المشي تحت لهم وتعود ملكية الاسود كيث إيفانز وهو مدرب من الحيوانات الغريبة ولم يعش في الموائل ولكن في مزرعته 12 ميلا (19 كم) خارج لاس فيغاس. متاح موطن الأسد بشكل دائم في فبراير عام 2012 كجزء من تحديث إم جي إم غراند.

## الألعاب
وإم جي إم غراند لديها واحد من أكبر طوابق الألعاب في كل من لاس فيغاس، وقياس 171,500 قدم مربع (15,930 مربع ميتري) وهناك أكثر من 2500 آلات القمار وكذلك 139 لعبة البوكر وألعاب الطاولة.